# بغداد مشاهدات وذكريات (كتاب)
بغداد: ذكريات ومشاهَدات هو كتاب للعلامة السوري الدمشقي علي الطنطاوي، يحوي الكتاب تسع عشرة مقالة نُشر أكثرها بين عامَي 1936 و1947، وهو يقع في 181 صفحة من القَطْع المتوسط (14×21).

## قصة الكتاب
ذهب علي الطنطاوي إلى العراق في عام 1936، وقد درّس أولاً في الثانوية المركزية في بغداد، ثم في ثانويتها الغربية ودار العلوم الشرعية في الأعظمية (التي صارت كلية الشريعة)، ونُقل حيناً إلى كركوك في أقصى الشمال وحيناً إلى البصرة في أقصى الجنوب. وبقي في العراق إلى سنة 1939، لم ينقطع عنه غير سنة 1937 التي أمضاها مدرّساً في بيروت.
وقد تركتْ تلك الفترة في نفسه ذكريات لم ينسَها، وأحب بغداد حباً كبيراً يتجلى في كثير من سطور وفقرات هذا الكتاب. ففي المقدمة التي كتبها للطبعة الجديدة منه في سنة 1990 يقول: «ما كنت أقدّر أني أقدم بغداد، وأني أعيش فيها سنين من عمري، وأني أتّخذ فيها أصدقاء وأحبّة أعدّهم من أدنى أحبابي إلى قلبي... أين مني تلك الأيام؟ الأيام التي مضت ولن تعود». ويقول في مقالة «ثورة تموز في العراق»: «أقمت في العراق سنوات أربعاً، ورجعت منه وقد حملت منه ألف ذكرى، وخلفت فيه خمسة آلاف تلميذ، ولبثت على الوفاء للعراق، أحنّ إليه أبداً وأذكر أبداً أيامي فيه... وكنت أعدّ نفسي من أهل العراق؛ لأني أكلت خبز العراق، ورأيت خير العراق، واتخذته بلداً بعد بلدي؛ فما كان -بعد دمشق والحرمين- مدينة أحبّ إليّ من بغداد. وما أضمرت لبغداد غير الحب، ولا أكننت لأهلها إلا الوفاء».
وفي مقالة «من ذكريات بغداد» التي كتبها وهو في الشام سنة 1946 يقول: «ما الذي هاج في نفسي -هذه العشية- ذكر بغداد، ونشر أمام عيني ما انطوى من ذكرياتها وما مات من أيامها؟ ما الذي رجعني إلى تلك الليالي؛ لياليَّ في بغداد سنة 1936، حتى كأني -لفرط ما تشوقت إليها وأوغلت في ذكراها- أعيش فيها؟ أي سحر فيك يا بغداد جذب قلبي إليك؛ فلم أنْسَك إذ أنا في بلدي الحبيب، ولم أزل أحنّ إليك وأشتاقك؟ بغداد... يا بغداد، عليك مني سلام الود والحب والوفاء».

## المقدمة
يبدأ الكتاب بمقالة كتبها المؤلف حين مرّ ببغداد سنة 1954 في رحلته إلى المشرق، تلك الرحلة الطويلة التي رحلها من أجل فلسطين، وعنوان هذه المقالة «فِلْم بغداد»، وقد قال في هامشها إنه وضعها بين يدي هذا الكتاب لتكون كالمدخل إليه، وما هي من الذكريات ولا من المشاهدات كما هو الشأن في بقية مقالات الكتاب، بل هي عرض سريع لتاريخ بغداد من أقدم أيامها، فكأنه (فِلْم) سينمائي تتنقل فيه المَشاهد بين الأزمان ويُلمّ فيه المُشاهد بما صار وما كان.
أما سائر مقالات الكتاب فإنها -كما يدل اسمه- «ذكريات ومشاهدات». فمنها ما كتبه المؤلف وهو في العراق، مثل مقالات «من دمشق إلى بغداد» و«سُرّ مَن رأى» و«على إيوان كسرى» و«ثورة دجلة» و«صورة» و«بغداد في يوم غازي» و«يوم الفتوة في بغداد» و«صورة سوداء من بغداد»؛ ومنها ما كتبه في ذكرياته عن بغداد بعد فراقها بسنين، مثل «من ذكريات بغداد» و«يوم من أيام بغداد» و«ثورة تموز في العراق».

## الخاتمة
وفي أواخر الكتاب مقالة كتبها وهو يغادر العراق بعد أربع سنوات من وصوله إليه أول مرة، هي «وداع بغداد»، قال فيها: «ودّعتها والسيارة تشتد بي إلى المحطة تسلك إليها شوارع ذات بهجة وجمال، وعاينت الوداع فأيقنت أني مفارق بغداد عما قليل، وجعلت أذكر كم ودعت من أحباب، وكم فارقت من منازل، وكم قطعت قلبي قطعاً نثرتها في أرض الله الواسعة التي لا تحفظ ذكرى ولا ترثي لبائس!». وفيها: «الوداع يا بغداد.. يا بلد المنصور والرشيد، يا منزل القواد والخلفاء، والمحدثين والفقهاء، والزهاد والأتقياء، والمغنين والشعراء... الوداع يا دار السلام، ويا موئل العربية. يا بلداً أحببته قبل أن أراه، وأحببته بعدما رأيته. لقد عشت فيك زماناً مرّ كحلم النائم، صحوت منه على صوت الداعي يؤذن بالفراق، فلم أجد منه في يدي إلا لذع الكرى. وهل تخلف الأحلام إلا الأسى والآلام؟ ولكني -على ذلك- راضٍ؛ فالوداع يا بغداد، واسلمي على الزمان».

## وصلات خارجية
موقع علي الطنطاوي.